# Platypalpus pectinator
Platypalpus pectinator är en tvåvingeart som beskrevs av Axel Leonard Melander 1924. Platypalpus pectinator ingår i släktet Platypalpus och familjen puckeldansflugor. Inga underarter finns listade i Catalogue of Life.